# Новый Посёлок (Карелия)
Но́вый Посёлок (карел. Uuzi pos’olku) — посёлок в Кондопожском районе Республики Карелия Российской Федерации. Входит в состав Кедрозерского сельского поселения.

## География
Посёлок находится на восточном берегу озера Кедрозеро.

## Население
| 2002 | 2009 | 2010 | 2013 |
| ---- | ---- | ---- | ---- |
| 83   | ↘66  | ↘47  | ↘36  |

## Памятники природы
В 0,5 км к юго-востоку от посёлка расположен государственный региональный болотный памятник природы — Болото Конье площадью 86,2 га, эталон разнообразия растительного покрова болотных массивов.
В 5 км к северу от посёлка расположен государственный региональный болотный памятник природы — Болото Разломное площадью 39,0 га, уникальная по генезису болотная система, включающая места произрастания редких видов растений.
В 3 км к северо-востоку от посёлка расположен государственный региональный болотный памятник природы — Болото Пала площадью 204,0 га, сложная болотная система с наличием редких растений, занесённых в Красную книгу России и Красную книгу Республики Карелия.